# 1972 en architecture
| Années de l'architecture : 1969 - 1970 - 1971 - 1972 - 1973 - 1974 - 1975    |
| Décennies de l'architecture : 1940 - 1950 - 1960 - 1970 - 1980 - 1990 - 2000 |

Cet article présente les faits marquants de l'année 1972 en architecture.

## Réalisations
- Construction par Louis Kahn de la bibliothèque d'Exeter dans le New Hampshire et du musée d'art Kimbell à Fort Worth au Texas.
- Construction des tours Europlaza et Franklin à la Défense.
- Construction de la tour Montparnasse à Paris. Elle sera inaugurée l'année suivante.
- En Tunisie la restauration de la grande mosquée de Kairouan est achevée[1].
- Construction du siège syndical de la CGT à Cannes. Représentatif du style brutaliste, il est labellisé « Patrimoine du XXe siècle » en 2006, label remplacé par celui de l'« Architecture contemporaine remarquable » par le décret du 28 mars 2017.

## Événements
- Publication de Learning from Las Vegas écrit par Robert Venturi, Steven Izenour et Denise Scott Brown.
- Déroulement des Jeux olympiques de Munich où Frei Otto conçut un toit souple pour le stade olympique.
- juin : création de l'Établissement Public d'Aménagement de la ville nouvelle du Vaudreuil, maintenant Val-de-Reuil, près de Rouen.
- 11 août : création de l'agglomération nouvelle près de Marseille, connue sous les noms successifs de Rives de l'Étang de Berre, puis Nord-Ouest de l'Étang de Berre et maintenant Ouest Provence.
- 11 août : définition du périmètre de la ville nouvelle de Saint-Quentin-en-Yvelines. Création du Syndicat communautaire d’aménagement de l’agglomération nouvelle (SCAAN) le 21 décembre de la même année.
- 17 août : création de l'établissement public d'aménagement de la ville nouvelle de Marne-la-Vallée (EPAMARNE).

## Récompenses
- AIA Gold Medal : Pietro Belluschi.
- Architecture Firm Award : Caudill Rowlett Scott.
- Royal Gold Medal : Louis Kahn.

## Naissances
- x

## Décès
- 25 novembre : Hans Scharoun (° 20 septembre 1893).